# André Roumieux
Pour les articles homonymes, voir Roumieux.
André Roumieux, né le 20 mai 1932 à Mayrinhac-Lentour (Lot) et mort le 19 avril 2020 à Gramat, est infirmier psychiatrique à l'Hôpital psychiatrique de Ville-Évrard pendant trente-six ans.
Très engagé, il était un des 400 infirmiers qui avaient fait irruption en plein congrès de psychiatres (72e Congrès de Psychiatrie et Neurologie de langue française), à Auxerre, en 1974 pour signifier que la formation d’ISP ne pouvait être discutée uniquement entre psychiatres.
Il était surtout connu pour avoir publié, en 1974, « Je travaille à l’asile d’aliénés » , une description vivante et fouillée du soin et du travail infirmier en psychiatrie à Ville-Evrard, dans les années 1950-70. Le premier « best-seller » écrit par un infirmier psychiatrique. Il avait poursuivi avec « La tisane et la camisole » en 1981. Il y racontait les premières visites à domicile des années 1970 et faisait retour à son village pour y montrer comme on pouvait y être accueillant avec les « fous ».  Savoir qui lui a beaucoup servi dans sa pratique d’infirmier puis de cadre.
Retraité en 1988, après avoir été un des créateurs de la SERHEP (Société d’Étude et de Recherche Historique en Psychiatrie) à Ville-Evrard, il a mené un long et patient travail de mémoire autour de l’institution, ajoutant à ses récits en première personne la rigueur d’un historien des petites choses de l’asile, des cures de cardiazol à la création du (Centre de Traitement et de Réadaptation Sociale) CTRS par Paul Sivadon. Toute sa vie il s'est battu contre l’isolement et la contention s’étonnant que ces pratiques redeviennent d’une aussi triste actualité.« Violence. Répression. Lutte. Indignation. Murs. Murs abattus. Portes fermées. Portes ouvertes. Toujours le même fil rouge : humanisation. Respect de la dignité humaine : engagement de l’infirmier psychiatrique. »